# Bottisham Lode
Bottisham Lode ist der Name eines künstlich angelegten und mit Booten befahrbaren Kanals in der englischen Grafschaft Cambridgeshire, welcher zu den Cambridgeshire Lodes gezählt wird. Er fließt, anders als der Name andeutet, nicht vom Dorf Bottisham, sondern von Lode in den River Cam.

## Verlauf

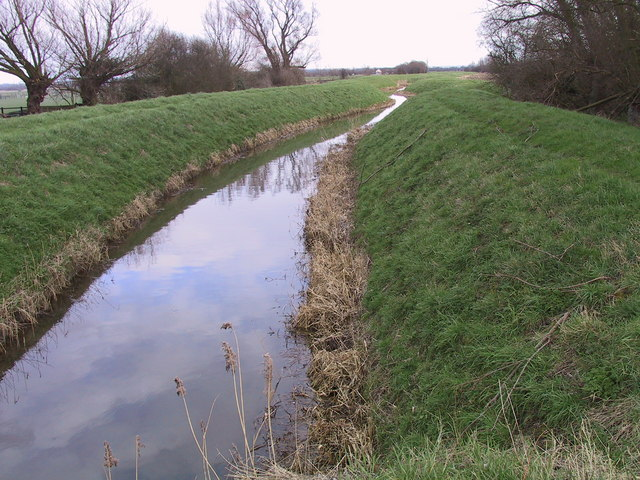
Der Bottsham Lode einige hundert Meter vor der Einmündung in den River Cam

Der etwa 4 Kilometer lange Bottisham Lode entsteht westlich von Lode durch die Einmündung des Quy Waters. Zuerst fließt er einige hundert Meter gerade nach Norden, ehe er nördlich von Lode nach Nordwesten abknickt. Von da fließt der Bottisham Lode mehr oder weniger immer gerade nach Nordwesten, bis er nordöstlich von Waterbeach in den River Cam einmündet. Auf seinem Lauf nimmt der Bottsham Lode mehrere Entwässerungskanäle auf. Das namensgebende Dorf Bottisham liegt etwa zwei Meilen von Lode entfernt.

## Geschichte
Der Ursprung des Bottisham Lode geht vermutlich auf die Römerzeit zurück. Die Römer nutzten wahrscheinlich einen bereits vorhandenen Wasserlauf und begradigten ihn, um das Dorf Lode mit dem River Cam zu verbinden. Im Jahr 1767 kam der Kanal in den Besitz von Swaffham & Bottisham Drainage Commissioners, welche dazu befugt waren Schleusen zu errichten und Gebühren für die Benutzung des Bottisham Lodes einzuheben. Von der errichteten Schleuse sind nur mehr Reste erhalten und bei Lode findet man die Reste eines Beckens.
Der Bottisham Lode wurde trotz seiner eher geringen Tiefe bis um 1900 mit Bargen und danach noch mit kleineren Booten befahren. Er diente großteils zum Transport von landwirtschaftlichen Produkten. Der Bootsverkehr auf dem Bottisham Lode wurde nie offiziell eingestellt, es erscheint aber fraglich ob er heute noch immer befahrbar ist.